# سليم علاء الدين
سليم علاء الدين الملقب ب «الحكوجي الأخوث» شاعر وممثل وصحافي لبناني من بلدة كفرحمام القريبة من الحدود اللبنانية الفلسطينية والسورية، والمتاخمة لمزارع شبعا اللبنانية المحتلة والتي تعتبر من قرى المواجهة التي ناضلت وقاومت الاحتلال والاعتداءات الصهيونية المتكررة ولا تزال منذ عام 1948. ولد في آذار- مارس عام 1981. وهو حفيد المختار عبده علي عبد الحميد الذي كشف وساهم في إفشال مخطط اللورد الصهيوني روبنسن والقاضي بتحويل منطقة العرقوب إلى مستوطنات ليهود الفالاشا.

## في الصحافة
عمل في الصحافة منذ الصغر، في مجلة أحمد الصادرة عن دار الحدائق عام 1992، كما شارك في برنامج سفينة نوح عام 1996 وعمل في اذاعة صوت الجمال عام 2004 وفي جريدة اللواء بدءاً من العام 2005 بعد تأديته لواجب خدمة العلم، وفي مجلة روتانا عامي 2006 و2007 ، وفي مجلة كل النجوم 2007 وفي جريدة الأخبار 2008 و 2009 وفي جريدة البناء البيروتية 2009.

## التمثيل والمسرح
كما شارك في عدة برامج تلفزيونية فنية...عمل في اعداد برنامج «يا هلا» على قناة روتانا خليجية، وحل ضيفاً مشاركاً في اعداد الأسئلة المطروحة على ضيوف حلقات من برنامج «مع حبي» للإعلامية جومانة بوعيد. وشارك كعضو في لجنة التحكيم الخاصة ببرنامج المواهب «لمين الغنية» برئاسة الموسيقار المصري صلاح الشرنوبي على شاشة تلفزيون المستقبل.
مثّل في عدة أعمال مسرحية وتلفزيونية وسينمائية، منها "الدحنون" و"نحنا الأطفال" وكركر المنحوس" على صعيد المسرح، «طبال الحي» على صعيد التلفزيون، و"تنهيدة أم" على صعيد السينما، بالإضافة إلى مجموعة من الأعمال المسرحية الخاصة تأليفاً وإخراجاً وتمثيلاً وهي "اليتيم"، "رحلة السندباد "، "ابن الكلب" و"سيرانو الدامور" الشعرية التي تضمن حوارها الألوان الزجلية المختلفة.
واخر أعماله «شغف..شغب..شعب» عرض مسرحي شعري راقص من تأليفه وإخراجه وبطولته إلى جانب بشرى علامي وهو عمل يتأرجح بين الحب والعلاقات الإنسانية والسياسية وحركات الشارع العربي.
منذ مطلع العام 2008، لمع نجمه كممثل مسرحي في عدة أعمال مسرحية قام ببطولتها مع مجموعة من أهم المخرجين العرب واللبنانيين والأوروبيين، بدأها ب«لما النوم يغادر جفونك» للمخرجة جنى الحسن ومن تأليف مجموعة كتاب عالميين منهم الصيني كاو اكزنجيان والسعودي عبد الرحمن منيف والإسبانية ليدي سالفير والبريطاني هارولد بنتر وهو العمل الذي شارك في عدة مهرجانات محلية وعربية بين بيروت ودمشق وعمّان وحصد 9 من أصل 10 جوائز في مهرجان فيلادلفيا المسرحي العربي في العاصمة الأردنية عمّان كان نصيب علاء الدين منها جائزتين أفضل ممثل وأفضل إعداد موسيقي وايقاعي، إضافة إلى عدة جوائز في المهرجان المسرحي الجامعي في بيروت ولعلاء الدين جائزة أفضل ممثل..
عمل آخر على طريق العالمية في العام نفسه، «بدون عنوان» مع المخرج البلجيكي المغربي الأصل رحيم عسري عن نصوص للروائي اللبناني رشيد الضعيف بمشاركة ممثلين من دولة عدة منها إيطاليا، بلجيكا، فرنسا، لبنان، ويعتبر علاء الدين أول ممثل عربي يتعرى تماما على المسرح في هذا العمل.
كما اختاره المخرج والكاتب اللبناني الكبير شكيب خوري لبطولة رائعته «الزير سالم والدكتور فاوست» مع الممثلة اللبنانية يارا جوزيف بو نصار في واحد من أهم الأعمال المسرحية التي قدّمت على الخشبات اللبنانية في العقد الأول من القرن الواحد والعشرين...
قبل أن يلعب دوري«مسلم بن عقيل» و«عمر بن سعد» في مسرحية «عاشوراء» التي حملت توقيع أسطورة المسرح العربي المخرج العراقي جواد الأسدي. وفي العام الذي تلاه، لعب في «عاشوراء» النبطية دور «الحر الرياحي» بتوقيع المخرج والممثل القدير حسام الصباح.
واستمر في الأعمال المسرحية التي قدمته عالميا، فعمل مع الكاتب والمخرج المسرحي الياباني المتخصص في فن النو الحديث ناووهيتو أوميواكا، وشارك في عمله «المطعم الإيطالي» الذي قدمه أوميواكا في عدة لغات وفي عدة دول ومع ممثلين من مختلف أنحاء العالم..وقد نال علاء الدين العديد من التنويهات والتقديرات واستحسان عن دوره في هذا العمل.
ومع مطلع العام 2009 اختاره المخرج السوري الكبير نجدت إسماعيل أنزور ليكون أحد أبطال فيلمه «أهل الوفا» الذي يتحدث عن عملية الشهيد الحي وعن جنوب لبنان المقاوم حيث شاركه البطولة الممثل المتميز عمار شلق وبولين حداد إضافة إلى نخبة من نجوم الشاشة اللبنانية. وكان له ظهور درامي في بطولة برنامج الأطفال «طبال الحي» الرمضاني للمخرج محمد شري
بعد ذلك تابع سينمائيا في فيلم «رجل شريف» للمخرج جان كلود قدسي وهو عمل جرئ يتحدث عن خلفيات جرائم الشرف ومخفياتها.وشارك في بطولة الفيلم الاجتماعي «حنان» للمخرج زيناردي حبيس إضافة إلى آخر أعماله السينمائية «خلة وردة» بطولة القدير أحمد الزين مع المخرج عادل سرحان.
تلفزيونيا، شارك في بعض حلقات «كلنا بالحي» للمخرج ايلي حبيب وهو عمل خاص بالأطفال، إضافة إلى بطولة «وصية أب» للمخرج زياد نجار والكاتب مروان نجار، وقد شاركه البطولة النجمان طلال الجردي ونعمة بدوي. کما شارک فی العمل التاریخی الضخم باب المراد للمخرج للسوری فهد ميري بالاشتراك مع عدد كبير من النجوم العرب..
من أعماله أيضا «أماليا» للمخرج سمير حبشي، «الوحش» للمخرج إيلي فغالي، و«ثرثرة عيون» مع المخرج زيناردي حبيس....كما يتحضر لعدة أعمال أخرى
دخل مجال تمثيل الإعلانات من بابه العريض ب3 اعلانات اختير لها لصعوبة أدائها، حيث قدّم اعلانا لشركة الاتصالات ام تي ان...الراعي الرسمي لمونديال 2010 فانتشرت صورته والإعلان في أنحاء العالم وخاصة في جنوب أفريقيا البلد المستضيف للفعالية.
فيلم دعائي خاص بجهاز (OSN SHOWBOX HD)، ابتكر له شخصية «جون بيجون» أو «حنا الحمامة» وهو شخصية كوميدية...لإضافة إلى اعلان ثالث خاص بشركة أرز الوسام.
مارس مهنة التدريس لمادة التمثيل والمسرح في كلية خالد بن الوليد من مدارس المقاصد، وفي متوسطة تحويطة الغدير الرسمية المختلطة، مدرسة الشويفات الدولية والليسيه ناسيونال إضافة إلى تنظيمه عدة ورشات عمل لتعليم الدراما في الجامعة اللبنانية وفي عدة معاهد وجمعيات مختصة.

## الشعر
بدأ بكتابة الشعر منذ نعومة أظافره، ناظماً ألوان الزجل اللبناني، قيل أن يبدأ بكتابة الشعر العامودي الفصيح وفن القصة القصيرة. ويختار قصيدة المحكية وهي نوع شعبي ينظم على وزن التفعيلة غالبا..(وهي من الأنواع الأدبية الحديثة كان أول من ابتكرها الشاعر الراحل ميشال طراد واشتهر بها العديد من كبار الشعراء ك ايليا أبو شديد وموريس عواد وطلال حيدر وعصام العبد الله والأخوين رحباني، جوزيف حرب، غسان مطر، أدونيس الخطيب، جو غانم ورمزي عزام ومريم خريباني وزياد عقيقي...).مشاركاً في العديد من الجوقات الزجلية، وله تسجيلات في الاذاعة اللبنانية، وشارك في العديد من الحفلات والمهرجانات في العديد من المناطق اللبنانية بين بيروت والجنوب والبقاع والجبل. كما نُشِرَت العديد من قصائده في صحف ومجلات محلية وعربية، كاللواء ومجلة الأدب الشعبي (لبنان)، الخليج (الإمارات العربية المتحدة)، الوحدوي (اليمن)، الرأي العام (السودان)...
ابتكر مطلع العام 2011 شخصية "الحكوجي الأخوث" التي يسعى من خلالها إلى تقديم عروض شعرية بدلا من الأمسيات..وهذه العروض يتخللها الأداء الغنائي المعتمد على التلحين الارتجالي لمقطوعات علاء الدين الشعرية والرقص والحكايات الشعبية وخاصة تلك المستوحاة من حياة قريته كفرحمام ومنطقة العرقوب، إضافة إلى تغليف العرض بأداء تمثيلي تميز به منذ بداياته الشعرية وهو يعتبر ان "الحكوجي الأخوث" هو رد جميل ووفاء للقصيدة التي أخذت بيده إلى فن التمثيل وعودة من التمثيل إليها، كما أن نص هذه العروض قوامه قصيدة علاء الدين والحكايات الشعبية....وهي غالبا عروض تفاعلية من الجمهور وقد قدمها في عدة مواقع بين لبنان وسوريا والأردن قدّم خلالها عدة مشاريع نالت استحسان واهتمام الصحافة والجمهور، منها "عرض السطح" في عمّان، عرض " العاشق الدمشقي " في مقهى "شي نو" في دمشق، الأمسية الرواقية" في طرابلس (قصر نوفل البلدي) بمناسبة اسبوع مناهضة جدار الفصل العنصري الإسرائيلي، عرض "درابزين" في بيروت وعرض "منشور ع صنوبر بيروت" ضمن فعالية "صنوبر بيروت ينشد شعراً"...
أصدر علاء الدين مجموعة شعرية وحيدة بعنوان «أصل الحكي» الصادر مطلع العام 2010 عن دار فكر للأبحاث والنشر، أطلقه في مركز بيروت في الحركة الثقافية في لبنان، بدعم من كبار الشعراء وعلى رأسهم بلال شرارة وغسان مطر وطارق ناصر الدين والفنانة التشكيلية خيرات الزين وصديقه التوأم الشاعر مهدي منصور وغيرهم.
أنشد العديد من الفنانين بأصواتهم بعض قصائد علاء الدين منهم الموسيقار اليمني الكبير أحمد فتحي "لما غبتي عني"، إضافة إلى 3 أغنيات للفنان السوري ريبال الخضري "الله معك "لحنها السوري فادي مارديني ووزعها ريبال، " تحت الشتي" لحنها ووزعها الأذربيجاني سليم أباسوف، أضف إلى "يسوع" التي لحنها ووزعها ريبال وحازت على "أفضل أغنية عن فلسطين عام 2008.
ولم يكن علاء الدين بعيدا عن ما يدور حوله من أحداث وهو الملقب بشاعر الثورة والحب وبشاعر العودة إلى فلسطين والذي وقع عدة مقالات صحافية له باسم "جولان".. فقدم وكتب العديد من الأغنيات الملتزمة والثورية ومنها " لن نعترف بإسرائيل " للفنان الفلسطيني وليم نصار، " سفر النصر" للدكتور وسام حمادة، كما أسس فرقة كورالية اسماها"مجموعة غضب للأغنية الصارخة " قدم من خلالها اغنيات عديدة لفلسطين منها "أرض الغضب"، "اسمك للحرية" وكان آخر أعمال الفرقة أغنية صارخة تحية لثورة الشعب المصري ضد النظام المتخاذل والظالم وقد رددتها الحناجر في ميدان التحرير " وهي بعنوان "يا مصر احنا انتصرنا".
مثل علاء الدين لبنان في المؤتمر التأسيسي لاتحاد الأدباء الشعبيين العرب حيث شارك فيه باسم لبنان كعضو مؤسس للاتحاد...وكسفير الاتحاد في لبنان...
ولعلاء الدين مشروع فني موسيقي شعري مشترك مع الفنانة البلجيكية التونسية غالية بنعلي باطار صوفي يتناول كل القضايا المعاصرة بطابع إنساني بحت ومن ابرز اغنيات هذا المشروع..."كلمة شام" و"مشي معي عالقدس

## الإنجازات
-حصل على شهادة تقدير من كلية التجارة في جامعة بيروت العربية عن قصيدة «عاشقة القمر».عام 2001.
- احتفال تكريمي أقامه له تجمع شباب جبل الشيخ في بلدة الهبارية عام 2001.
- مؤسس ورئيس المنتدى الأدبي لطلبة الجامعة اللبنانية بين عامي 2002 و 2005.
- نال جائزة «ملتقى الشارقة للشباب العربي الرابع عشر» عن فئتي الشعر (قصيدة قانا) والمسرح، ضمن وفدٍ شكّلته وزارة الشباب والرياضة لتمثيل لبنان، بمشاركة 18 دولة عربية، عام 2003.
- حاز على لقب «قائد مجموعة» في معسكر الشباب القومي العربي في عجلتون _لبنان، بمشاركة 14 دولة عربية، عام 2004.
- احتفال تكريمي نظمه له النادي الثقافي السعودي في الجامعة الأمريكية في بيروت عام 2006.
- احتفال تكريمي نظمته شركة روتانا للصوتيات والمرئيات، وقد كرّمته من ضمن مجموعة من الصحفيين العرب في روتانا كافيه_ دمشق عام 2007.
- نال جائزتي أفضل ممثل وأفضل موسيقى عن مسرحية «لما النوم يغادر جفونك» في مهرجان فيلادلفيا للمسرح الجامعي العربي في العاصمة الأردنية عمان - 2008.
- نال جائزة أفضل ممثل عن العمل نفسه في المهرجان المسرحي الجامعي في بيروت في العام نفسه..
ـ احتفال ولقاء تكريمي في ضهور الشوير عين السنديانة أقامته بلدية ضهور الشوير عين السنديانة ولقاء الشباب الثقافي في البلدة عام 2012 له وللشاعرين مهدي منصور وأدهم الدمشقي.
-أقام «شباب كفرحمام» احتفالا تكريميا لسليم علاء الدين في تموز 2010، حيث أقيم مهرجاناً خطابياً شارك فيه الأمين العام لاتحاد الكتاب اللبنانيين في حينه النائب السابق الشاعر غسان مطر، رئيس نقابة ممثلي المسرح والسينما والإذاعة والتلفزيون الدكتور جان قسيس، عضو هيئة النقابة كمال أبو شقرا، الأمين العام للعلاقات الخارجية في مجلس النواب اللبناني رئيس الحركة الثقافية في لبنان الشاعر بلال شرارة، النائب قاسم هاشم، رئيس بلدية كفرحمام علي فارس، الأسير المحرر حسيب عبد الحميد والأسير المحرر عفيف حمود، كما قدّم علاء الدين مجموعة من قصائده قبل أن يعرض فيلم «أهل الوفا» للمخرج نجدت انزور الذي يعرض عملية للمقاومة في جنوب لبنان والذي يشارك علاء الدين في بطولته...
- تكريم أقامته له وللشعراء مهدي منصور وهيفاء وبسام العنداري جمعية الهدى في العبادية صيف 2011.
ـ أسس مع مجموعة من كبار الشعراء والأدباء الشعبيين في العالم العربي «الاتحاد للعام للأدباء الشعبيين العرب» في العاصمة العراقية بغداد..ممثلا لبنان ومندوبا للاتحاد في لبنان ديسمبر 2011.
ـ مهرجان تكريمي له ولزملائه من أبطال فيلم «خلة وردة» في كلية الآداب والعلوم الإنسانية فرع صيدا 5.. وقد كرّم في الاحتفال إلى جانب مجمعة من الممثلين كأحمد الزين، ختام اللحام، بولين حداد وسعد حمدان مطلع عام 2012
ـ تكريم نظمه ملتقى الإبداع الأول في جامعة بيروت العربية الدبية كلية العلوم له وللشعراء اللبناني مهدي منصور والمصري حسن شهاب الدين والممثل جورج خباز والمغنية غادة شبير 2012
ـ تكريم نظمته جامعة "M.U.B.S" في الدامور له ولمجموعة من الفنانين والإعلاميين كزياد الأحمدية، بيتي توتل، كبوديا مرشليان، رجا ورودولف وسليم عساف وغيرهم عام 2012.
ـ تكريم أقامته بلدية كفرحمام والحركة الثقافية في لبنان برعاية وزارة الثقافة اللبنانية في قريته كفرحمام له ولمجموعة من الفنانين وهم: سلين علاء الدين، عمار شلق، ليليان نمري، ختام اللحام، حسام الصباح، المخرج السوري عمار رضوان، الشاعر مارون أبو شقرا، الفنانة التشكيلية خيرات الزين، برناديت حديب، عصام الأشقر ونعمة بدوي وآخرين.
ـ مؤسس ملتقى «أصل الحكي» الثقافي 2012
شعراء شعبيون لبنانيون
شعراء وأدباء جبل عامل

## روابط خارجية
- سليم علاء الدين على موقع IMDb (الإنجليزية)
- سليم علاء الدين على موقع روتن توميتوز (الإنجليزية)
- سليم علاء الدين على موقع قاعدة بيانات الأفلام العربية